# Championnat d'Argentine de football 1944
Navigation
Saison précédente Saison suivante
La saison 1944 du championnat d'Argentine de football était la 14e édition professionnelle de la première division argentine. Le championnat rassemble les 16 meilleures équipes du pays au sein d'une poule unique, où chaque club rencontre tous ses adversaires deux fois. À la fin de la saison, le dernier du classement est relégué et remplacé par le vainqueur de la Segunda División.
C'est le club de Boca Juniors, champion d'Argentine en titre, qui termine en tête du championnat et remporte le 12e titre de champion d'Argentine de son histoire.

## Les 16 clubs participants
| \| Buenos Aires La Plata Rosario \| Villes représentées lors de la saison 1944 |
| Buenos Aires La Plata Rosario                                                  |

- Boca Juniors
- San Lorenzo de Almagro
- Estudiantes (La Plata)
- River Plate
- Racing Club
- Independiente
- Lanús
- Rosario Central
- Huracán
- Ferro Carril Oeste
- Banfield
- Platense
- Atlanta
- Chacarita Juniors
- Newell's Old Boys (Rosario)
- Vélez Sársfield - Promu de Segunda Division

## Compétition

### Classement
Le classement est établi en utilisant le barème suivant :
- Victoire : 2 points
- Match nul : 1 point
- Défaite, forfait ou abandon : 0 point

| Rang | Équipe                      | Pts | J  | G  | N  | P  | Bp | Bc | Diff |
| ---- | --------------------------- | --- | -- | -- | -- | -- | -- | -- | ---- |
| 1    | Boca Juniors T              | 46  | 30 | 19 | 8  | 3  | 82 | 41 | +41  |
| 2    | River Plate                 | 44  | 30 | 17 | 10 | 3  | 68 | 43 | +25  |
| 3    | Estudiantes (La Plata)      | 39  | 30 | 16 | 7  | 7  | 66 | 43 | +23  |
| 4    | San Lorenzo de Almagro      | 34  | 30 | 12 | 10 | 8  | 61 | 49 | +12  |
| 5    | Independiente               | 33  | 30 | 11 | 11 | 8  | 55 | 45 | +10  |
| 6    | Racing Club                 | 32  | 30 | 13 | 6  | 11 | 56 | 55 | +1   |
| 7    | Huracán                     | 31  | 30 | 13 | 5  | 12 | 80 | 72 | +8   |
| 7    | Atlanta                     | 31  | 30 | 11 | 9  | 10 | 63 | 58 | +5   |
| 9    | Newell's Old Boys (Rosario) | 27  | 30 | 10 | 7  | 13 | 63 | 62 | +1   |
| 9    | Vélez Sársfield P           | 27  | 30 | 10 | 7  | 13 | 45 | 49 | -4   |
| 9    | Rosario Central             | 27  | 30 | 9  | 9  | 12 | 50 | 56 | -6   |
| 12   | Platense                    | 24  | 30 | 9  | 6  | 15 | 62 | 72 | -10  |
| 13   | Ferro Carril Oeste          | 23  | 30 | 7  | 9  | 14 | 44 | 67 | -23  |
| 14   | Lanús                       | 22  | 30 | 7  | 8  | 15 | 38 | 65 | -27  |
| 15   | Chacarita Juniors           | 21  | 30 | 6  | 9  | 15 | 43 | 69 | -26  |
| 16   | Banfield                    | 19  | 30 | 4  | 11 | 15 | 47 | 77 | -30  |

|  | Champion d'Argentine 1944                         |
|  | Relégation en Segunda División                    |
|  | T : Tenant du titre P : Promu de Segunda División |

## Bilan de la saison
| Tableau d'Honneur                   |              |
| Compétition                         | Vainqueur    |
| Championnat d'Argentine de football | Boca Juniors |

| Promotions et relégations   |                               |
| Promu en Primera Division   | Gimnasia y Esgrima (La Plata) |
| Relégué en Segunda Division | Banfield                      |